# Maria Alba
Maria Alba   (Barcelona, 19 de març de 1910 - San Diego, 26 d'octubre de 1999), de nom real María del Pilar Margarita Casajuana Martínez, va ser una actriu d'origen català que va fer carrera principalment als Estats Units.

## Carrera professional
Maria Alba inicià la seva carrera professional com a mecanògrafa i, més tard, actriu. Va firmar un contracte amb la Fox Film Corporation el 1927, després d'obtenir la victoria d'un concurs de talents espanyol, organitzat per la productora nord-americana i el diari El Día Gráfico. El 1927 s'estrenà davant les càmeres com a secundària a Pels seus ulls negres d'Egene Forde, per a la Fox. Per aquesta mateixa companyia va gravar A Girl in Every Port de Howard Hawks i Hell's Heroes de William Wyler, entre d'altres. Alba també gravà diferents versions espanyoles de films nord-americans. Als seus primers papers va encarnar sobretot personatges d'immigrants espanyoles. Fou substituïda d'algunes cintes estrangeres per les seves carències interpretatives i d'idioma. A partir de l'any 1931 les seves aparicions en la pantalla gran minven a causa del seu casament amb Dave Todd. El 1945 rodà alguns episodis de The Return of Chandu de Ray Taylor al costat de Béla Lugosi, protagonista del film. Durant tota la seva carrera, Alba va aparèixer en 25 llargmetratges entre 1928 i 1946, sobretot en papers secundaris. El seu treball més notable és possiblement en el film Mr. Robinson Crusoe (1932), al costat de Douglas Fairbanks.

## Filmografia[2][3]
- 1927. Pels seus ulls negres. Director Egene Forde.
- 1928. Road House. Director R. Rosson.
- 1928. Blindfold. Director Ch. Klein.
- 1928. A Girl in Every Port. Director Howard Hawks.
- 1929. Hell's Heroes. Director William Wyler.
- 1930. Charros, gauchos y manolas. Director Xavier Cugat.
- 1930. Olímpia. Director Chester M. Franklin.
- 1930. La fuerza del querer. Director R. Ince.
- 1930. Los que danzan. Director W. McGann.
- 1931. Del infierno al cielo. Director. R. Harlan.
- 1931. La ley de harem. Director L. Seiler.
- 1932. El robinsó modern. Director A. E. Sutherland.
- 1933. Petons de l'àrab. Director P. Rosen.
- 1934. The Return of Chandu. Director R. Taylor.
- 1935. Great God Gold. Director A. Lubin.
- 1945. El hijo de nadie. Director M. Contreras Torres.
- 1945. La morena de mi copla. F. A. Riveiro